# Bengt Pleijel
Per Bengt Pleijel, född 31 januari 1927, död 31 oktober 2020 i Ulvesund, var en svensk präst i Svenska kyrkan, och en förgrundsgestalt inom den karismatiska rörelsen. 

## Biografi
Pleijel prästvigdes 1952 och var en tid präst i Fjällbacka. Han blev 1964 stiftsadjunkt i Göteborgs stift och föreståndare  för Åh stiftsgård i Ljungskile i Bohuslän och hade denna tjänst till sin pensionering 1989.
Under Pleijels ledning utvecklades Åh till en mötesplats för hela Göteborgs stift för konfirmander, barnfamiljer och äldre samt fortbildning av anställda och frivilliga i kyrkan, och platsen kom under många år att bli en ekumenisk smältdegel för karismatisk förnyelse. Han satte sin prägel på gudstjänster och undervisning med en bibelcentrerad, pedagogisk och humoristisk framställning av det kristna budskapet, och betonade vikten av att "ta glädjen på största allvar".
Konfirmandverksamheten utvecklades under Pleijels ledning med en struktur där undervisningen delades mellan präst och äldre ungdomar, "faddrar" och många medhjälpare, och blev något av ett signum för Åh stiftsgård. Konfirmationsundervisningen avslutas med att konfirmanderna framför en musikal.
Av särskild betydelse var de prästfortbildningskurser med förnyelsetema som hölls på Åh under en lång följd av år, med inbjudna talare från England eller USA som David Watson(en) och Graham Pulkingham(en). Dessa möten innehöll klassisk väckelse, högkyrklig liturgi, stor bibelfromhet, förväntan på Anden och glöd för samhället, där Pleijel kom att bli en av förgrundsgestalterna inom den karismatiska rörelsen i Svenska kyrkan.
Pleijel var motståndare till att välsigna homosexuella partnerskap och deltog 2005 i ett upprop mot Svenska kyrkans beslut i frågan.
Pleijel författade 15 böcker och 75 "vandringar i kristen tro", och var under många år krönikör i dagstidningen Göteborgsposten. Hans blogg "Himmelskt söndagsgodis - inte bara för snälla barn" fick många läsare och fylldes med betraktelser och inlägg fram till kort före hans bortgång 
Han var efter sin pensionering mycket anlitad som talare och förkunnare inom exempelvis Oasrörelsen, där han också var teologisk rådgivare och senare hedersledamot.

### Familj
Bengt Pleijel tillhör Smålandssläkten Pleijel. Han var gift med Annika Pleijel från 1956 till hennes död 2010.